# Iva Shepard
Iva Shepard (23 de abril de 1886, Cincinnati, Ohio – 26 de enero de 1973, Arcadia, California) fue una actriz estadounidense que trabajó en películas mudas.

## Actuaciones
Sus apariciones más famosas fueron en The Romance of an Actor" (1914) The Haunted Manor (1916), donde interpretó a Zoe Trevor, y interpretó a Nettie Lea en The Isle of Love (1916).
Durante los últimos años de su carrera, hizo apariciones en dos episodios del famoso programa de televisión I Love Lucy: "Nursery School" y "Don Juan and the Starlets", donde interpretó a una doctora y a una sirvienta, respectivamente. Estas apariciones brindaron a los fanáticos que recordaban la oportunidad de escuchar su voz por primera vez, debido a que no había hecho apariciones en películas desde 1918.

## Filmografía parcial

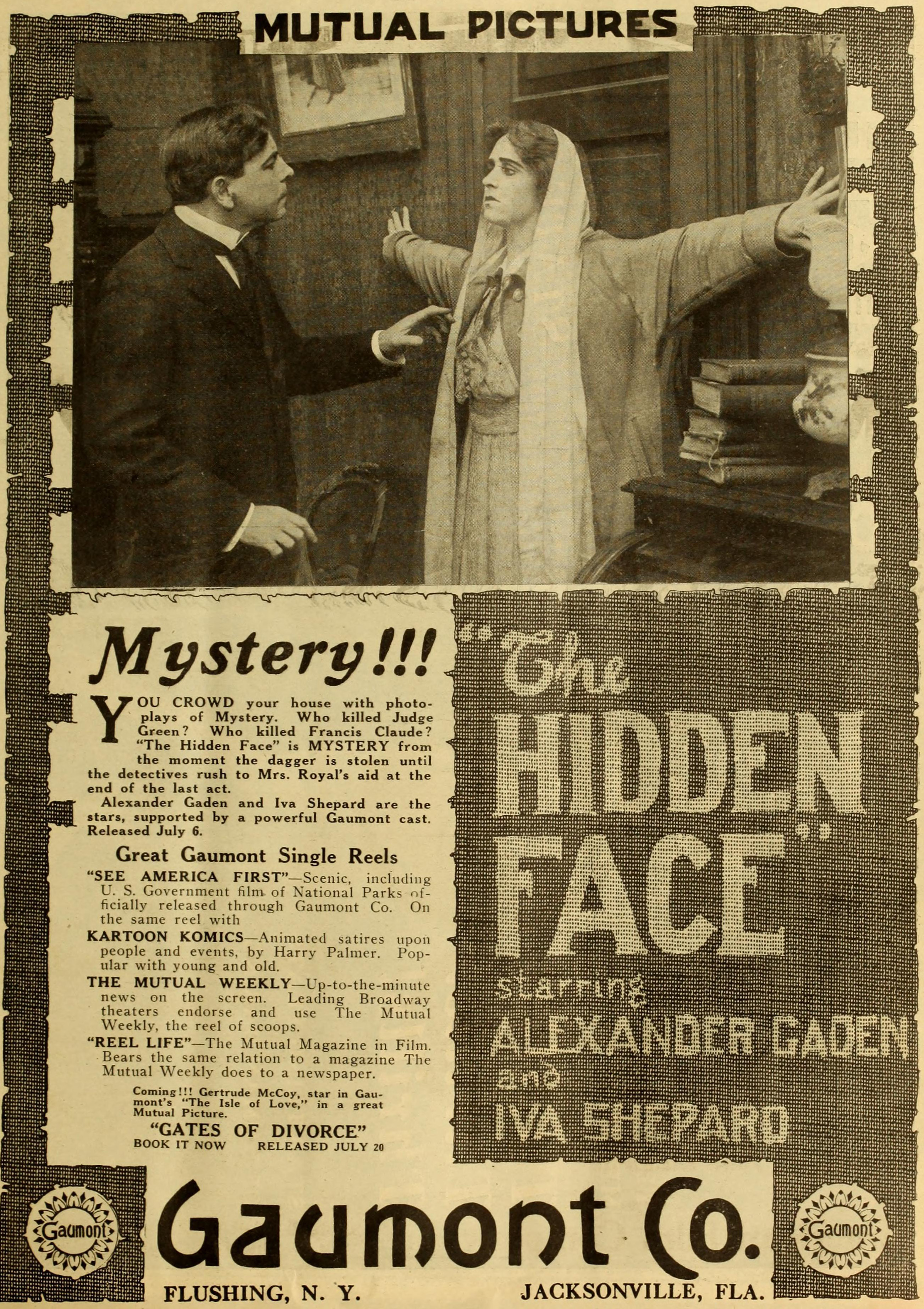
The Hidden Face (1916)

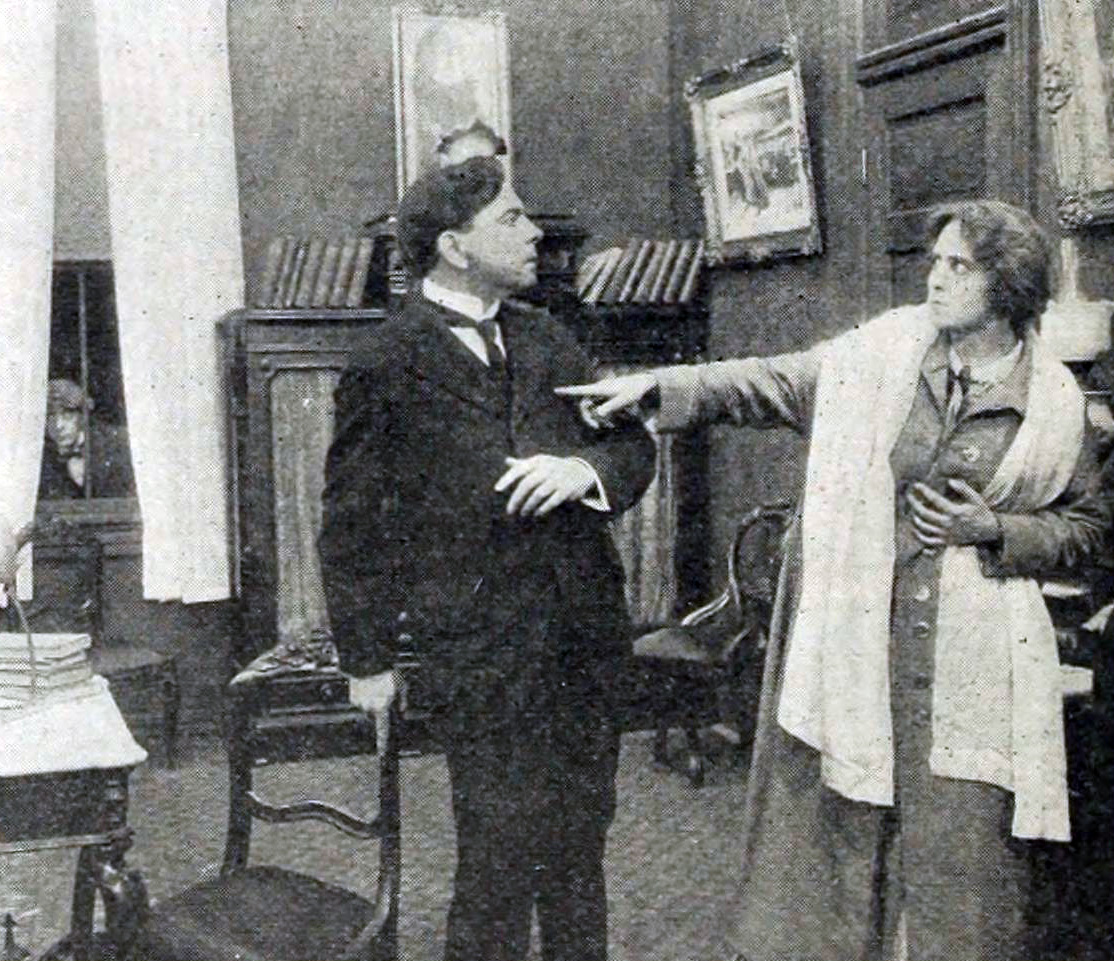
The Hidden Face (1916)

- The Street of Seven Stars (1918) .... Le Grande
- The Isle of Love (1916) .... Nettie Lea
- The Haunted Manor (1916) .... Zoe Trevor
- I Accuse (1916) .... Alice Ward
- The Scarlet Road (1916) .... Mrs. Holbrook
- The Drifter (1916) .... Madge
- The Salamander (1916) .... Beatrice Snyder
- Bondwomen (1915) .... Belle Jordan
- The Suburban (1915) .... Alice Gordon
- His Wife's Past (1915)
- The Conspiracy (1914) (as Iva Shepherd) .... Juanita
- The Thief (1914) (como Ivy Shepherd) .... Mrs. Legardes
- The Straight Road (1914) .... Lazy Liz
- Captain Swift (1914) (como Iva Shepherd) .... Mrs. Seabrook, madre de Swift
- Northern Lights (1914) .... Florence Dunbar
- The Two Gun Man (1914)
- The Romance of an Actor (1914)
- Hand That Rules the World (1914)
- Withered Hands (1914)
- Into the Lion's Pit (1914)
- Coincidental Bridegroom (1914)
- Trust Begets Trust (1914)
- The Imp Abroad (1914)
- The Unhappy Pair (1913)
- His Own Blood (1913) .... Frank's Wife
- A Seaside Samaritan (1913)
- A Stolen Identity (1913)
- The Fight Against Evil (1913)
- Uncle Tom's Cabin (1913/I)
- While the Children Slept (1913) .... Mrs. Reid
- A Woman's Folly (1913) .... Mrs. Saunders, the Hostess
- In Slavery Days (1913)
- A Friend of the Family (1913)
- The Shrinking Rawhide (1912)
- A Broken Spur (1912)
- A Mysterious Gallant (1912)
- The Little Stowaway (1912)
- The Bandit's Mask (1912)
- A Diplomat Interrupted (1912)
- For His Pal's Sake (1911)
- The Right Name, But the Wrong Man (1911)
- Blackbeard (1911)
- The Convent of San Clemente (1911)
- The New Superintendent (1911)
- The Coquette (1911)
- Little Injin (1911)
- On Separate Paths (1911)
- The Rival Stage Lines (1911)
- A Cup of Cold Water (1911)
- It Happened in the West (1911)
- The Craven Heart (1911)
- The Novice (1911)
- Stability vs. Nobility (1911)
- The Other Fellow (1911)
- The Sergeant (1910)
- Hugo the Hunchback (1910)
- The Wife of Marcus (1910)